# مايكل ساتا
مايكل ساتا (بالإنجليزية: Michael Chilufya Sata) (6 يوليو 1937 – 28 أكتوبر 2014) كان سياسي زامبي و الرئيس الخامس لزامبيا منذ 23 سبتمبر 2011 حتى وفاته. ترأس حزب الجبهة الوطنية ذو التوجه الاشتراكي الديمقراطي،أحد الأحزاب الرئيسية في زامبيا. وصل إلى منصب وزير في عهد الرئيس فريدريك شيلوبا قبل أن يتحول للمعارضة عام 2001 وتشكيل حزبه الجديد الجبهة الوطنية. ترشح للانتخابات الرئاسية ثلاث مرات عام 2006 وخسرها أمام الرئيس ليفي موناوازا، وعام 2008 في الانتخابات المبكرة بعد وفاة موناوازا وخسرها أمام الرئيس روبيا باندا وأخيراً عام 2011 أمام باندا وفاز بها واعترف باندا بهزيمته. يعرف شعبيا بلقب ملك الكوبرا، كما عُرف عنه معارضته لسياسة فتح الدولة أمام الشركات الصينية خاصة ويعتبر الشركات الأجنبية مستغلة لبلاده.